# Венховен, Якобин
Якобин Венховен (нидерл. Jacobine Veenhoven, род. 30 января 1984) — голландская гребчиха, призёр кубка мира и чемпионата мира по академической гребле, а также летних Олимпийских игр 2012 года.

## Биография
Якобин Венховен родилась 30 января 1984 года в нидерландском городе Ларене, Северная Голландия. Состоит и тренируется в клубе «KSRV Njord», Лейден. Профессиональную карьеру гребца начала в 2002 году. Первой медалью на международных соревнованиях стала бронза во время I этапа кубка мира по академической гребле 2007 года, что проходил в австрийском городе Линц. Во время финального заезда голландская команда с результатом 6:18.310 заняли третье место, уступив первенство соперницам из Великобритании (6:18.070 — 2-е место) и Германии (6:16.810 — 1-е место).
На чемпионате мира в Познани 2009 года, Венховен заработала бронзовую медаль в заплыве восьмёрок. Голландская команда гребцов с результатом 6:07.43 уступила соперницам из Румынии и США.
На летние Олимпийские игры 2012 года в Лондоне Венховен квалифицировалась в составе восьмёрки. Команда голландских гребцов пришла к финишу третьей и заработала бронзовую медаль (6:13.120), уступив соперницам из Канады (6:12.060 — 2-е место) и США (6:10.590 — 1-е место).